# Тупицын, Иван Никитович
Иван Никитович Тупицын (20 июля 1915 — 25 марта 1945) — командир САУ 375-го гвардейского тяжёлого самоходного артиллерийского полка (3-й гвардейский танковый корпус, 19-я армия, 2-й Белорусский фронт) гвардии старший лейтенант, Герой Советского Союза.

## Биография
Родился в селе Шуморово (ныне Почепского района Брянской области) в семье крестьянина. Русский.
Образование среднее. Работал учителем в деревне Мужиново Клетнянского района.
С 1942 года — в рядах действующей армии. Член ВКП(б) с 1943 года. Окончил в 1944 году Киевское училище самоходной артиллерии.

### Подвиг
Во время наступления на город Кёзлин (Померания) тяжёлая самоходная установка под командованием старшего лейтенанта И. Тупицына, совершив обходной манёвр по лесисто-пересечённой местности, скрытно подошла к переправе и мощным огнём подавила огневые точки противника. Экипаж самоходки удерживал переправу до подхода наших войск.
В этих боях в Восточной Пруссии экипаж самоходной установки уничтожил крупный опорный пункт немцев. Противник потерял две пушки и несколько десятков солдат и офицеров.
В одном из боёв самоходная установка воспламенилась от прямого попадания снаряда. И. Тупицын принял все меры для спасения экипажа, но сам погиб в горящей машине.
Похоронен на западной окраине города Сопот (Польша).
За мужество и героизм Ивану Никитовичу Тупицыну 29 июня 1945 года посмертно присвоено звание Героя Советского Союза.

## Награды
- Награждён орденами Ленина, Отечественной войны 1 и 2 степеней, Красной Звезды и медалями.

## Память
- В родном селе именем Героя названа улица, на здании школы — мемориальная доска.
- Его имя носила пионерская дружина в Тарутинской общеобразовательной школе.